# Файфура Василь Васильович
Василь Васильович Файфура народився 1 травня 1940, с. Сивороги Миньковецького району Кам’янець-Подільської області (тепер - Дунаєвецького району Хмельницької області, Україна) — український вчений-патофізіолог. Доктор медичних наук (1987), професор (1988), академік Української екологічної академії наук (1993).

## Життєпис та Науковий доробок
Народився в селянській сім’ї. Навчався в місцевій восьмирічці. У 1957 році з золотою медаллю закінчив середню школу в сусідньому селі Велика Побійна.
У 1963 році – Тернопільський медичний інститут з дипломом з відзнакою. Був рекомендований на наукову роботу. У 1963-1966 роках навчався в аспірантурі при кафедрі патологічної фізіології під керівництвом проф. Е.Н. Бергера. 
Після завершення навчання був зарахований на посаду асистента, а з 1979 року – доцента цієї кафедри. У 1967 році захистив кандидатську дисертацію на тему “Реактивність до хімічних факторів нервового збудження при порушеннях функцій щитоподібної залози в експерименті”, у 1986 році – докторську дисертацію на тему “Холінергічна регуляція серця при патології щитоподібної залози”. У 1988 році йому було присвоєно вчене звання професора. 
Працював на посадах заступника декана лікувального факультету (1978-1984), проректора з навчальної роботи (1984-1993), завідувача кафедри патологічної фізіології (1996-2006), професора названої кафедри (2006-2011). 
Автор біля 300 публікацій на наукову, навчально-методичну і суспільну тематику, має 6 авторські свідоцтва і патенти.  Підготував 1 доктора і 3 кандидатів наук. 
Був членом спеціалізованих рад у Тернопільському і Буковинському медичних університетах, членом редколегій чотирьох наукових журналів, співредактором ювілейного видання “Тернопільський державний медичний університет імені І.Я. Горбачевського: історія і сучасність”. П’ять разів нагороджений Почесними грамотами МОЗ України (1995, 1996, 2001, 2007, 2010). Президентський стипендіат 2008-2009 років.

## Нагороди
- Почесні грамоти МОЗ України (2001).[5]
- Стипендії Президента України (1988, 1989).[5]
- Заслужений працівник охорони здоров’я України (2011)[5]

## Публікації
1. Боднар Я.Я., Файфура В.В. Патологічна анатомія і патологічна фізіологія людини: Підручник. – Тернопіль: Укрмедкнига, 2000. – 494 с.
2. Практикум з фізіології і патології / В.В. Файфура, Ю.І. Бондаренко, М.Р. Хара. – Тернопіль: Укрмедкнига, 2002. – 123 с.
3. Pathological Physiology / Yu.I. Bondarenko,  M.R. Khara, V.V. Faifura, N.Ya. Potikha. – Ternopil: Ukrmedknyha, 2006. – 311 p.
4. Practical work of pathological physiology for the students / Yu.I. Bondarenko,  M.R. Khara,  N.Ya. Potikha,  V.V. Faifura. – Ternopil, 2007. – 168 p.
5. Сторінки історії кафедри / За ред. В.В. Файфури. – Збараж: ВПП “Медобори”, 1997. – 59 с.
6. Сульфідні води Конопківки / П.Г. Мартинюк, В.В. Файфура, М.М. Гаврилишин і співавт. – Тернопіль: Збруч, 1997. – 31 с.
7. Тернопільський державний медичний університет імені І.Я. Горбачевського: історія і сучасність / За ред. В.В. Файфури, Я.Я. Боднара, А.А. Завальнюка. – Тернопіль: ТДМУ, 2007. – 320 с.
8. Файфура В.В. Печера Кришталева: третє відкриття. – Тернопіль, 2011. – 36. с.
9. Файфура В.В. Медицина Тернопільщини у фалеристиці: Монографія. – Тернопіль: ТДМУ, Укрмедкнига, 2011. – 108 с.